# Дивјаки на Њитрици
Дивјаки на Њитрици (слч. Diviaky nad Nitricou) насељено је мјесто са административним статусом сеоске општине (слч. obec) у округу Прјевидза, у Тренчинском крају, Словачка Република.

## Становништво
| Година:    | 1994. | 2004.   | 2014.   | 2024.   |
| ---------- | ----- | ------- | ------- | ------- |
| Број људи: | 1763  | 1798    | 1761    | 1760    |
| Разлика:   |       | +1,98 % | -2,05 % | -0,05 % |

| Година:    | 2023. | 2024.   |
| ---------- | ----- | ------- |
| Број људи: | 1771  | 1760    |
| Разлика:   |       | -0,62 % |

Према подацима о броју становника из 2011. године насеље је имало 1.769 становника.